# Hate Crew Deathroll
Hate Crew Deathroll er det fjerde album fra det finske metalband Children of Bodom. Albummet blev udgivet i Europa i januar 2003 af Spinefarm Records, den 5. februar i Japan gennem UMGs japanske afdeling, og i marts måned kom det til størstedelen af Europa via diverse UMG-ejede selskaber som Stockholm Records og Motor Music. Den 23. september 2003 udgav Century Media albummet i USA.
På Hate Crew Deathroll er meget af den power metal-lignende stil, som deres tidligere producer bragte ind på Follow the Reaper forsvundet, hvilket i stedet har gjort plads til en stilart, som af nogle er blevet døbt "kommerciel black metal", men genren betegnes generelt som melodisk dødsmetal. Albummet solgte til guld i Finland, og det debuterede som det første Children of Bodom-album på førstepladsen på albumhitlisten.
Hate Crew Deathroll blev det sidste med guitarist Alexander Kuoppala, som efterfølgende forlod bandet senere i 2003.

## Produktion
Efter at have eksperimenteret med en ny producer, Peter Tägtgren, på Follow the Reaper, vendte bandet på Hate Crew Deathroll tilbage til deres gamle producer, Anssi Kippo. Albummet blev mixet af Mikko Karmila, som ligeledes havde mixet Hatebreeder og det andet mix af Follow the Reaper – og som også ville komme til at blive producer af deres næste album, Are You Dead Yet?
Children of Bodom stod på dette tidspunkt over for det problem, at den tre album store pladekontrakt med Spinefarm var udløbet med forgængeren Follow the Reaper. Samtidig var Spinefarm blevet opkøbt af det store selskab Universal Music Group i 2002, og bandet skulle nu beslutte sig for, om de ville fortsætte hos Spinefarm med den konsekvens, at deres fremtidige album på globalt plan ville blive udgivet af UMG. De modtog flere tilbud fra diverse selskaber før deres endelige beslutning om at blive hos Spinefarm og dermed UMG.
Kontrakten med det "nye" Spinefarm betød, at Children of Bodom nu havde økonomisk opbakning fra et af verdens største pladeselskaber, UMG. Dette medførte at bandet til indspilningen af Hate Crew Deathroll havde adgang til produktionsudstyr af højeste kvalitet, og som følge deraf har albummet også fået ros for sin produktion, som er blevet beskrevet som "krystalklar" og "skarp".

## Modtagelse
Ved sin udgivelse strøg Hate Crew Deathroll direkte ind på førstepladsen på den finske albumhitliste, hvor det lå i 2 uger for derefter langsomt at rykke nedad på listen, indtil det røg ud i marts 2003 efter 9 uger.
I Frankrig nåede albummet en 74. plads og lå på hitlisten i 2 uger. I Sverige var det en 36. plads i 2 uger.
I Tyskland begyndte albummet på en 45. plads, men faldt hurtigt til en 68. plads og derefter til en 92. plads for til sidst at falde ud af listen.
Efter udgivelsen af Hate Crew Deathroll oplevede bandet en stigende interesse fra flere toneangivende mainstreammedier, bl.a. MTV, hvor videoen til sangen "Needled 24/7" blev vist på Headbanger's Ball.
All Music Guide har udnævnt Hate Crew Deathroll til Children of Bodoms hidtil bedste album og udvalgt det til værende et album, der er "specielt værd at lytte til". Omvendt har mange inkarnerede fans kritiseret albummet og kaldt det dårligere end sine forgængere. Nogle af kritikpunkterne gik på dets spøjse sangtitler, som er blevet kaldt useriøse. Laiho har svaret igen ved at sige, at det kun er sort humor, og at han ikke kan forstå folk, der tager musikken alt for seriøst.
Generelt bliver det betragtet som værende mere mainstream-orienteret end resten af Children of Bodoms sortiment, hvilket muligvis kan skyldes det tætte samarbejde med UMG.
Pr. november 2008 har albummet solgt 23.566 eksemplarer i Finland, hvilket udløste en guldplade samme år som det blev udgivet.

## Turnéer
Efter udgivelsen af Hate Crew Deathroll i Japan i februar 2003, tog Children of Bodom på en seks-dages turné i landet. Dette blev fulgt op af en turné i Finland i marts måned, hvor de i øvrigt 25. marts deltog i en mindekoncert for den afdøde Finntroll-guitarist Teemo Raimoranta.
Den første store Hate Crew Deathroll-turné kom i april, hvor bandet påbegyndte deres Europaturné, som blev døbt Hate Crew Rolling Over Europe. Denne varede fra midten af april til midten af maj, og talte udover Children of Bodom også melodisk dødsmetal-bandet Soilwork og metalcore-bandet Shadows Fall.
I løbet af sommeren optrådte bandet på en række festivaler, deriblandt Tuska Open Air.
I september tog Children of Bodom igen på turné med Soilwork. Denne gang var det en fire dage lang turné i Japan, som fik navnet Assortment of Towers. En af koncerterne blev dog aflyst.
Dette blev fulgt af en turné i Nordamerika i perioden november – december.
Første turné i 2004 var ligeledes i Nordamerika. Turnéen varede fra midten af april til midten af maj, og bandet var sammen med Evergrey support for Iced Earth på disses turné.
Juni, juli og august gik, ligesom i 2003, med optrædener til festivaler, deriblandt flere store såsom Sweden Rock Festival, Wacken Open Air og Bloodstock.
Den sidste Hate Crew Deathroll-relaterede turné var, ligesom Follow the Reaper-turnéerne, i Sydamerika – nærmere bestemt i Brasilien, og fandt sted over seks dage i august 2004. På denne turné havde bandet support fra flere lokale, brasilianske bands.

## Musikalsk stil
På albummet er keyboards trådt meget i baggrunden i forhold til Something Wild, Hatebreeder og, specielt, Follow the Reaper. Der er stadig tydelige præg af en ekstrem form for power metal på albummet, men det bruger flere "tunge" riffs end dets forgænger. I sangstrukturerne er der generelt lagt større fokus på riffs og sang end, som på tidligere album, på guitar- og keyboardsoli. Alexi Laiho har udtalt, at de forsøger at holde sangene simple, men stadig gøre dem lidt interessante, og har i den sammenhæng udtalt:
| Citat                                       | Jeg tror bare de måske er en smule mere ligefremme. En slags "into your face"-agtig ting. Angående sangstrukturerne har de fleste af sangene alligevel en klar form for cirkel, at der er det centrale begyndelsesriff, og så er der verset og omkvædet, så ved du, at den tager den samme slags rundgang igen. Jeg ved ikke, jeg tror at Follow the Reaper strukturmæssigt, sangene på den, nogle gange gav de ikke rigtigt nogen mening, og jeg synes, at Hate Crew Deathroll bare er nemmere at lytte til. | Citat |
| Alexi Laiho om sangstrukturerne på albummet | |       |

Albummet var det første, hvorpå Laiho og Kuoppala spillede fælles riffs. Indtil da havde Laiho spillet sin rytme, hvorefter Kuoppala havde spillet sin, men på Hate Crew Deathroll besluttede de sig for at spille begge rytmer dobbelt – hvilket var med til at give albummet en tungere lyd end sine forgængere.
Tekstmæssigt set baserer albummet sig hovedsageligt på Laihos personlige oplevelser, og spænder over emner som kærlighed ("Needled 24/7"), Ordnance QF 6-pdr kanoner ("Sixpounder"), desperation og selvmordstanker ("Chokehold (Cocked 'N' Loaded)"), apati og døden ("Angels Don't Kill" og "Triple Corpse Hammerblow"), Bodommordene ("Bodom Beach Terror"), uhæmmet raseri ("You're Better Off Dead!" og "Hate Crew Deathroll") samt én sang med en mere usammenhængende tekst ("Lil' Bloodred Ridin' Hood"). Flere af teksterne indeholder en del sort humor, hvilket af mange er blevet fejlfortolket og har ført til kritik af albummets "useriøse" sangtekster.

## Omslag
Albummets omslag er designet af Sami "Emperor" Saramäki fra King Design. Det forestiller, ligesom alle Children of Bodoms album, manden med leen eller "Roy", som bandet har døbt ham. Laiho har udtalt, at han skulle være på omslaget, da det er en integreret del af bandet.
Efter at have brugt farverne rød, grøn og blå til deres første tre album var bandet lidt i tvivl om, hvad farven på deres fjerde album skulle være. Guitarist Alexander Kuoppala havde et år tidligere, i et interview om Follow the Reaper, udtalt:
| Citat                                          | Jeg mener at farvevalget er meget vigtigt. At have den kontrollerende farve. At have rød, grøn og nu blå. Men jeg ved ikke hvad det fjerde album kommer til at være. [...] Jeg ved, at vi ikke kan lave et sort album, fordi Metallica gjorde det. Det kan ikke være hvidt, men lad os se hvad der sker. | Citat |
| Alexander Kuoppala om farvevalget til omslaget | |       |

Bandet overvejede en overgang et sort album med sølvfarver og så på mange forskellige forslag, der dog ikke duede. Til sidst valgte de blot at genbruge den røde farve – dog i en lysere variant, end den der blev brugt på deres første album, Something Wild.
På de første tre album havde Roy stået hhv. i en ørken, ved en sø og på en kirkegård. På omslaget til Hate Crew Deathroll står han imidlertid i en storby, med leen hævet. Om dette har Alexi Laiho udtalt:
| Citat                          | [...] Vi havde ikke noget planlagt tema i hovedet, da vi fandt på dette omslag. Normalt har folk vænnet sig til at se vores mand med leen stående et sted i en ørken eller en skov, så vi tænkte, at vi kunne finde ham et nyt sted, hvor folk ikke havde set ham før, så bymiljøet endte med at være den slags sted, som vi mente ville være sejt til ham. [...] Vores mand er nu i gang med noget på omslaget til Hate Crew Deathroll i forhold til vores tidligere albumomslag. Som du kan se, er han nu rent faktisk parat til at dræbe nogen på det omslag, hvorimod man tidligere bare har set ham stå der uden rigtigt at gøre noget specifikt. | Citat |
| Alexi Laiho om omslagets motiv | |       |

Roys nye, mere aggressive, fremtoning er blevet kædet sammen med albummets generelt mere aggressive og "tunge" lyd i forhold til dets forgængere.

## Spor
Hate Crew Deathroll indeholder ni originale Children of Bodom-sange, som alle er skrevet og komponeret af Alexi Laiho med undtagelse af "Lil' Bloodred Ridin' Hood" (musik: Laiho/Kuoppala) og "Chokehold (Cocked 'N' Loaded)" (tekst: Kuoppala/Seppälä). Visse udgaver af albummet indeholder et eller to bonusnumre.
Originale numre
| 1. "Needled 24/7" – 4:08 Har nogle elektroniske effekter på keyboardet, som er usædvanlige for Children of Bodom. Bandet optrådte allerede med sangen på Wacken Open Air i 2002 – et år før albummet blev udgivet, og den er ofte blevet brugt som åbningssang til koncerter. Der blev indspillet en video til sangen, men bandet syntes at den var så dårlig, at de droppede den. Slutter med et citat fra filmen Platoon. 2. "Sixpounder" – 3:24 En af de sange på albummet som viser bandets nye, "tunge" lyd. Sangen er i høj grad inspireret af Panteras "A New Level". Der blev filmet en video til sangen, da bandet droppede "Needled 24/7"-videoen. Kuoppala medvirkede i denne video, selvom han allerede havde forladt bandet på det tidspunkt. 3. "Chokehold (Cocked 'N' Loaded)" – 4:12 Endnu en af de "usædvanlige" sange på albummet. Indeholder også en af Children of Bodoms mest avancerede keyboardsoli nogensinde. 4. "Bodom Beach Terror" – 4:35 Den sang på albummet som, traditionen tro, omhandler Bodommordene. Indeholder, på linje med Bodom-sangen fra Follow the Reaper, "Bodom After Midnight", et iørefaldende omkvæd. Sangtitlen er en af dem som af mange blev kritiserede for at være useriøse. Slutter med et citat fra filmen American Psycho. 5. "Angels Don't Kill" – 5:12 Indeholder, som bandets første sang nogensinde, ikke nogen dobbeltstortromme. Sangen blev skrevet i en periode med nedtur for bandets medlemmer, hvilket afspejles i teksten. Den er inspireret af melodien "Tubbs and Valerie" fra soundtracket til Miami Vice, lavet af Jan Hammer. Sangtitlen er taget fra en replik fra filmen The Boondock Saints. | 1. "Triple Corpse Hammerblow" – 4:06 Sangtitlen er en hyldest til flere grindcore-bands fra begyndelsen af 1990'erne, som ofte kaldte sig lignende navne. Laiho har udtalt, at han ikke længere kan lide sangen lige så godt som han kunne engang, og den er aldrig blevet spillet live. 2. "You're Better Off Dead!" – 4:01 You're Better Off Dead! har en af de mest aggressive tekster på albummet overhovedet. Den melodi som "koret" råber var det oprindeligt meningen skulle spilles på guitar, men bandet endte med at bruge deres stemmer i stedet. Ligesom "Needled 24/7" blev sangen allerede spillet i 2002 – altså før albummets udgivelse. Sporet blev også udgivet som en single. 3. "Lil' Bloodred Ridin' Hood" – 3:24 Begynder med en trommesolo som flyder direkte over fra "You're Better Off Dead!". Riff'et, der bruges i verset, er direkte kopieret fra Dissections sang "Unhallowed", og melodien i omkvædet minder ligeledes meget om Dissections "Night's Blood". Navnet er tydeligvis en parodi på Den lille Rødhætte. Sangtitlen og den usammenhængende tekst blev af mange kritiseret som useriøs og dårlig. 4. "Hate Crew Deathroll" – 3:33 Albummets titelnummer omhandler, hvordan folk skal lade bandets "Hate Crew" være i fred, fordi de ikke er lige så seje, og de [Hate Crew] i øvrigt ikke gider være sammen med dig. Meget af sangteksten er desuden inspireret af Pantera-sangen "Rise". |

Diverse bonusnumre
| - "Silent Scream" – 3:17 En coverversion af et Slayer-nummer fra albummet South of Heaven fra 1988. Indeholder helt andre guitarsoli end det oprindelige nummer gør. Nummeret blev indspillet helt tilbage i 2001 samtidig med indspilningen af "Aces High"-coverversionen fra Follow the Reaper. Denne version af coverversion blev udgivet på den japanske udgave af Hate Crew Deathroll og Spinefarms sorte lp. - "Silent Scream" – 6:29 Samme nummer som ovenfor med tilføjelsen af 3 minutter, hvor man blot kan høre bandet rende fulde rundt i studiet. Udgivet på Spinefarms Special Edition af albummet. | - "Somebody Put Something in My Drink" – 3:18 En coverversion af et Ramones-nummer fra albummet Animal Boy fra 1986. Sangen blev oprindeligt indspillet i Astia Studios i 2002, og udgivet på singlen You're Better Off Dead! i 2002. Udgivet på den japanske udgave af Hate Crew Deathroll. |

## Hitlister
| Hitliste (2003)             | Højeste placering |
| --------------------------- | ----------------- |
| Tyskland (Media Control)    | 45                |
| Frankrig (SNEP)             | 75                |
| Sverige (Sverigetopplistan) | 36                |
| Finland (Musiikkituottajat) | 1                 |